# Čína na Zimních olympijských hrách 2018
Čína se účastnila Zimních olympijských her v roce 2018 v jihokorejském Pchjongčchangu od 9. do 25. února 2018. Zemi reprezentovalo 80 sportovců v 12 sportech.

## Medailisté
| Medaile | Jméno                                                            | Sport                | Soutěž                 | Datum     |
| ------- | ---------------------------------------------------------------- | -------------------- | ---------------------- | --------- |
| Zlato   | Wu Ta-ťing                                                       | Short track          | Muži 500 m             | 22. února |
| Stříbro | Liou Ťia-jü                                                      | Snowboarding         | U rampa žen            | 13. února |
| Stříbro | Suej Wen-ťing Chan Cchung                                        | Krasobruslení        | Sportovní dvojice      | 15. února |
| Stříbro | Čang Sin                                                         | Akrobatické lyžování | Akrobatické skoky ženy | 16. února |
| Stříbro | Li Ťin-jü                                                        | Short track          | Ženy 1500 m            | 17. února |
| Stříbro | Ťia Cung-jang                                                    | Akrobatické lyžování | Akrobatické skoky muži | 18. února |
| Stříbro | Čchen Te-čchüan Chan Tchien-jü Wu Ta-ťing Sü Chung-č' Žen C’-wej | Short track          | Štafeta mužů 5000 m    | 22. února |
| Bronz   | Kchung Fan-jü                                                    | Akrobatické lyžování | Akrobatické skoky ženy | 16. února |
| Bronz   | Kao Tching-jü                                                    | Rychlobruslení       | Muži 500 m             | 19. února |